# Автомодельное течение
Автомодельное течение (от греч. autós — сам и франц. modèle — образец) — течение жидкости (газа), которое остается механически подобным самому себе при изменении одного или нескольких параметров, определяющих это течение. В механически подобных явлениях наряду с пропорциональностью геометрических размеров соблюдается пропорциональность механических величин — скоростей, давлений, сил и др. (см. Теория подобия). Условием автомодельности является отсутствие в рассматриваемой стационарной или нестационарной задаче характерных линейных размеров.
Стационарное автомодельное течение образуется например, при обтекании кругового бесконечного конуса сверхзвуковым потоком идеального газа, а нестационарное автомодельное течение — в случае сильного точечного взрыва в среде, давление в которой много меньше давления при взрыве. При обтекании бесконечного конуса (рис.) нельзя выделить характерный линейный размер. При растяжении или сжатии картины течения относительно вершины конуса O в произвольное число раз она не изменяется: все точки передвигаются вдоль лучей выходящих из O, и вновь полученная картина течения ничем не отличается от исходной. Обтекание конуса является автомодельным течением относительно изменения линейных размеров: все безразмерные характеристики течения, например отношения давлений {\displaystyle p_{2}/p_{1}}, температур {\displaystyle T_{2}/T_{1}}, скоростей {\displaystyle v_{2}/v_{1}}, для двух произвольных точек 1 и 2 останутся неизменными при изменении линейных размеров путем растяжения или сжатия. Единственной геометрической переменной величиной, определяющей параметры течения в любой меридиональной плоскости при заданном угле косинуса 2{\displaystyle \beta }, угле атаки d и числе Маха M набегающего потока, является полярный угол {\displaystyle \vartheta } между некоторым лучом и направлением скорости потока.
К автомодельным течениям относятся обтекание сверхзвуковым потоком плоского клина, непрерывное расширение газа при обтекании сверхзвуковым потоком тупого угла (см. Сверхзвуковое течение) и ряд других течений. В этих случаях, как и при обтекании конуса, все параметры газа постоянны на лучах, выходящих из угловой точки, и изменяются лишь при изменении угловой координаты.
Все автомодельные течения характеризуются тем, что их исследование можно свести к задаче с одной независимой переменной. Для нестационарных автомодельных течений жидкостей и газов, когда параметры течения изменяются со временем, состояние течения в некоторый момент времени t, характеризуемое распределением давлений, скоростей, температур в пространстве, механически подобно состоянию течения при любом другом значении t; примером является распространение плоских, цилиндрических и сферических ударных волн в неограниченном пространстве, когда единственной независимой переменной является отношение пространств. координаты (x или r) ко времени t.
К автомодельному течению вязкого газа относятся некоторые течения в пограничном слое и в свободной турбулентной струе, когда профили безразмерной скорости, температуры, концентрации изменяются подобным образом при изменении безразмерной геометрической координаты.
В широком смысле под автомодельностью течения понимают независимость безразмерных параметров, характеризующих течение, от критериев подобия. Так, коэффициент лобового аэродинамического сопротивления {\displaystyle C_{x}} (см. Аэродинамические коэффициенты) можно считать автомодельными по числу Маха M и числу Рейнольдса Re, если в некотором диапазоне изменения этих критериев {\displaystyle C_{x}} от них не зависит. Автомодельность коэффициента {\displaystyle C_{x}} по числам M и Re существует для большинства тел, обтекаемых газом при очень больших значениях M (>8) или Re (>{\displaystyle 10^{7}}) — см. рис. 1 и 2 в ст. Аэродинамические коэффициенты.
Среди  исследователей — Седов Л.И, его именем назван Интеграл Седова, Гайфуллин А. М. и другие.